# Rahmenproblem
Das Rahmenproblem oder auch Frame-Problem bezeichnet in der künstlichen Intelligenz ein Problem bei der logischen Repräsentation der Effekte von Aktionen. In gewissen Logikkalkülen (etwa dem Situationskalkül) reicht es nicht aus, bloß die Effekte von Aktionen zu beschreiben, deren Wahrheitswerte sich ändern. Eine vollständige, explizite Beschreibung sämtlicher Auswirkungen von Aktionen auf alle in einer Welt geltenden Fakten (also nicht nur dessen, „was sich ändert“, sondern auch, „was gleich bleibt“) wäre allerdings zu aufwendig. Das Rahmenproblem beschäftigt sich somit mit der Frage, wie ein Logikkalkül vollständig sein kann, ohne triviale Nichtänderungen explizit zu beschreiben.
Als Rahmenprobleme werden eine Reihe von ähnlichen Problemen bezeichnet. Neben den gelösten repräsentationellen und inferentiellen Rahmenproblemen gibt es das Qualifikationsproblem, das keine vollständige Lösung hat.
Der Name Rahmenproblem bezieht sich auf das Referenzsystem (Englisch: Frame of reference) in der Physik. Das Frame-Problem besteht darin, nicht nur die sich ändernden Objekte, sondern auch den statischen Rahmen des Bezugsystems zu erfassen.

## Probleme
Für die Wissensrepräsentation werden vielfach Logikkalküle verwendet, die auf der Prädikatenlogik aufbauen. Sogenannte Fluents sind Prädikate, die von Situation zu Situation einen unterschiedlichen Wahrheitswert haben können (also nicht statisch sind). Im Folgenden wird vom Situationskalkül ausgegangen. Dabei steht A für die Anzahl der unterschiedlichen Aktionen, F für die Anzahl der Fluents und E für die maximale Anzahl an Effekten, die eine Aktion besitzt.

### Repräsentationelles Rahmenproblem
Das repräsentationelle Rahmenproblem bezeichnet die Schwierigkeit der Repräsentation von Aktions-Effekten mit einem geringeren Aufwand als {\displaystyle {\mathcal {O}}(A*F)}. Das folgende Beispiel veranschaulicht das Problem.
Der Initialstatus „Der Agent a befindet sich zur Situation {\displaystyle s_{0}} im Haus und hat keinen Hut auf“ wird wie folgt repräsentiert: {\displaystyle Ort(a,ImHaus,s_{0})}, sowie {\displaystyle \lnot HutAuf(a,s_{0})}. Die darauf folgenden Situationen sind {\displaystyle s_{1}=Result(HutAufsetzen,s_{0})} und {\displaystyle s_{2}=Result(HausVerlassen,s_{1})}. Der Agent setzt sich also den Hut auf und verlässt das Haus.
Es gibt die folgenden Möglichkeitsaxiome: Ort(a, ImHaus, s) {\displaystyle \Rightarrow } Poss(HausVerlassen, s) und {\displaystyle \lnot } HutAuf(a, s) {\displaystyle \Rightarrow } Poss(HutAufsetzen, s). Außerdem gibt es die Effektaxiome: Poss(HausVerlassen, s) {\displaystyle \Rightarrow \lnot } Ort(a, ImHaus, Result(HausVerlassen, s)) sowie Poss(HutAufsetzen, s) {\displaystyle \Rightarrow } HutAuf(a, Result(HutAufsetzen, s)).
Mit diesen lässt sich nun zeigen, dass der Agent in {\displaystyle s_{1}} den Hut auf hat. Die trivial erscheinende Aussage, dass dies auch für {\displaystyle s_{2}} gilt, lässt sich nicht ohne weiteres herleiten. Denn es wurde nicht spezifiziert, dass das Verlassen des Hauses den Fluent HutAuf nicht ändert.
Eine mögliche Lösung wäre die Einführung von Frame-Axiomen. Frame-Axiome sind Regeln, die eine Nicht-Änderung explizit spezifizieren, in diesem Fall: {\displaystyle HutAuf(a,s)\Rightarrow HutAuf(a,(Result(HausVerlassen,s))}. Da es jedoch für jede der A Aktionen F Fluents und damit Frame-Axiome gibt, beläuft sich der Repräsentationsaufwand auf {\displaystyle {\mathcal {O}}(A*F)}.
Sehr viel effizienter ist eine Repräsentation in {\displaystyle {\mathcal {O}}(A*E)}, da die Anzahl der maximalen Effekte einer Aktion üblicherweise sehr viel geringer als die Anzahl der Fluents ist.

#### Lösung
Für das repräsentationelle Rahmenproblem gibt es zahlreiche Lösungen, etwa durch den Eventkalkül oder den Fluentkalkül. Im Folgenden wird die Lösung durch Nachfolge-Zustand-Axiome beschrieben.
Eine Nachfolge-Zustand-Axiom ist von der Form:
Aktion ist möglich {\displaystyle \Rightarrow } (Fluent ist wahr {\displaystyle \Leftrightarrow } Aktions-Effekt hat Fluent wahr gemacht {\displaystyle \vee } Fluent war wahr und Aktions-Effekt hat es nicht modifiziert).
Das folgende Nachfolge-Zustand-Axiom beschreibt die Bedingungen für die Wahrheit und Falschheit des Fluents HutAuf. Es gibt eine Aktion, die als Effekt HutAuf wahr macht und zwei, die HutAuf falsch machen:
Poss(aktion, s) {\displaystyle \Rightarrow } (HutAuf(a, Result(aktion, s)) {\displaystyle \Leftrightarrow } aktion=HutAufsetzen {\displaystyle \vee } (HutAuf(a, s) {\displaystyle \wedge } aktion {\displaystyle \neq } HutAbsetzen {\displaystyle \wedge } aktion {\displaystyle \neq } HutVerlieren)).
Damit lässt sich zeigen, dass HutAuf(a, Result(aktion, {\displaystyle s_{2}})) gilt, da die Konjunktion im letzten Teil der Formel erfüllt ist.
Aktionen, deren Effekte ein Fluent wahr machen, werden im entsprechenden Axiom des Fluents unter Aktions-Effekt hat Fluent wahr gemacht aufgeführt; Effekte, die ein Fluent falsch machen, unter Aktions-Effekt hat es [das Fluent] nicht modifiziert. Für jedes Fluent gibt es einen Nachfolge-Zustand-Axiom.
In allen Nachfolge-Zustand-Axiomen zusammen werden alle {\displaystyle E} Effekte aller {\displaystyle A} Aktionen genau einmal genannt, der Repräsentationsaufwand liegt also in {\displaystyle {\mathcal {O}}(A*E)}. Somit sind Nachfolge-Zustand-Axiome im Situationskalkül eine Lösung für das repräsentationelle Rahmenproblem.

### Inferentielles Rahmenproblem
Das inferentielle Rahmenproblem bezeichnet die Schwierigkeit, die Situation {\displaystyle s_{t}} effizient zu berechnen, die sich aus einer Sequenz an t Aktionen ergibt. Wenn der Aufwand für die Repräsentierung eines Zeitschrittes bei {\displaystyle {\mathcal {O}}(A*E)} liegt, dann wäre einem naiven Ansatz zufolge der Aufwand für t Zeitschritte bei  {\displaystyle {\mathcal {O}}(A*E*t)}. Tatsächlich lässt sich {\displaystyle s_{t}} in bloß {\displaystyle {\mathcal {O}}(E*t)} errechnen. Die Anzahl der überhaupt möglichen Aktionen A hat keinen Einfluss auf den Aufwand, da nur die tatsächlich in der Sequenz durchgeführten Aktionen berücksichtigt werden müssen.
Die Lösung des inferentiellen Rahmenproblem ist es, bloß die Änderungen an den Fluents zu speichern, anstatt die komplette Repräsentierung für jeden Zeitschritt zu kopieren und dann anzupassen. Mithilfe von Indizes ist es möglich, in konstanter Zeit auf Nachfolge-Zustand-Axiome und Aktions-Effekte zuzugreifen. Da bei jedem Zeitschritt nur maximal E Effekte (jeweils in konstanter Zeit) in den Axiomen nachgeschlagen werden müssen und bis zu E Fluents (ebenfalls in konstanter Zeit) angepasst werden müssen, liegt der Aufwand für einen Zeitschritt bei {\displaystyle {\mathcal {O}}(E)}, bei t Schritten also bei {\displaystyle {\mathcal {O}}(E*t)}.

### Qualifikationsproblem
Das Qualifikationsproblem bezeichnet das nicht vollständig gelöste Problem, sämtliche Voraussetzungen für eine Aktion zu spezifizieren. Die Vollständigkeit von Möglichkeitsaxiomen kann nicht gezeigt werden.
Beispielsweise könnten sich zu dem obigen Möglichkeitsaxiom {\displaystyle \lnot } HutAuf(a, s) {\displaystyle \Rightarrow } Poss(HutAufsetzen, s) die zusätzlichen Bedingungen HutIstGreifbar, HutPasstAufKopf und Weitere als notwendig erweisen.

### Rahmenproblem in der Philosophie
Das Rahmenproblem im philosophischen Kontext ist die epistemologische Frage, wie ein Agent die Menge an Erkenntnissen bestimmt, die nach einer Handlung erneut auf ihren Wahrheitsgehalt überprüft werden müssen. Der Mensch beschränkt sich bei der Neubewertung auf relativ zu der Handlung relevante Erkenntnisse. Unklar ist jedoch, wie die Einschätzung der Relevanz abläuft.
Das philosophische Rahmenproblem entwickelte sich aus dem der künstlichen Intelligenz und wurde 1978 erstmals von Daniel Dennett formuliert.